# Blahalouisiana
Blahalouisiana là một ban nhạc indie-pop/beat-rock/pop-rock Hungary đến từ Székesfehérvár. Các thành viên trong ban nhạc bao gồm ca sĩ Barbara Schoblocher, tay guitar chính András Szajkó, tay bass Gábor Jancsó, tay guitar László Mózner, tay trống Ádám Juhász và keyboard Máté Pénzes. Họ đã phát hành album phòng thu cùng tên đầu tiên vào năm 2016 sau khi thu hút được khán giả trong mùa lễ hội mùa hè năm 2015.
Tính đến tháng 2 năm 2023, ban nhạc đã phát hành 22 video âm nhạc, 4 album phòng thu và 2 đĩa mở rộng.
Tên của ban nhạc gợi nhắc đến nữ diễn viên và ca sĩ Hungary Blaha Lujza (1850-1926).

## Danh sách đĩa nhạc
- Tales of Blahalouisiana EP (2013)
- Blahalouisana (2016)
- Alagutak, fények, nagymamád jegenyéi (2017)
- Minden rendben (2019)
- Hozzánk idomult éjjel az ég (2022)